# Victor Stănculescu

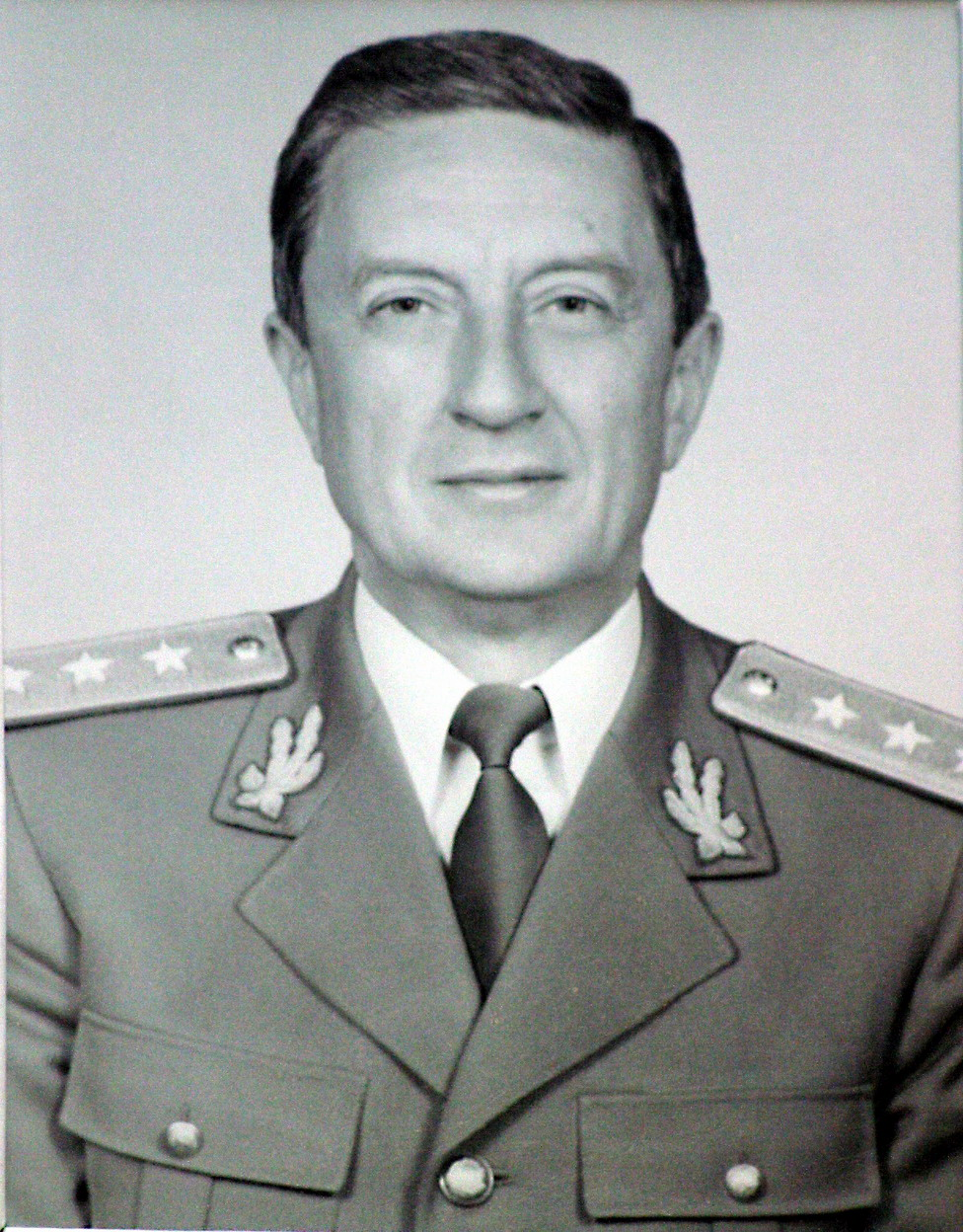
Victor Stănculescu

Victor Atanasie Stănculescu (* 10. Mai 1928 in Tecuci; † 19. Juni 2016) war ein rumänischer Militär und Politiker.

## Leben
Im Jahr 1968 wurde Stănculescu während des Prager Frühlings zum Brigadegeneral befördert. In der Rumänischen Revolution 1989 spielte er eine zentrale Rolle. Zunächst folgte er den Befehlen des rumänischen Diktators Nicolae Ceaușescu und setzte in Timișoara den Schießbefehl um, durch den 72 Menschen getötet wurden und weitere 250 Schusswunden erlitten. Im weiteren Verlauf der Revolution ignorierte er die Befehle Ceaușescus, was es den zahlreichen gegen das Regime demonstrierenden Bürgern in der Hauptstadt Bukarest ermöglichte, die Kontrolle zu übernehmen. Zum kommissarischen Verteidigungsminister avanciert, organisierte Stănculescu am 25. Dezember 1989 den Schauprozess gegen das Ehepaar Nicolae und Elena Ceaușescu. Am 28. Dezember 1989 wurde Stănculescu zum Dank für seine Loyalität von Ion Iliescu zum Wirtschaftsminister ernannt und zum Generalleutnant befördert. Von Februar 1990 bis zum 30. April 1991 bekleidete er das Amt des Verteidigungsministers. Im Mai 1991 wurde er zum General befördert und in die Reserve entlassen.
Am 16. Oktober 2008 wurden Stănculescu und ein weiterer hochrangiger General, der frühere Innenminister Mihai Chițac, im Zusammenhang mit der Erschießung von Demonstranten in Timișoara während der rumänischen Revolution 1989 in letzter Instanz vom Obersten Gericht Rumäniens wegen schweren Totschlags zu 15 Jahren Haft verurteilt. Nach fünf Jahren, einem Drittel der Haftstrafe, wurde Stănculescu am 20. Mai 2014 auf Bewährung entlassen. Am 24. März 2015 wies der Europäische Gerichtshof für Menschenrechte die Beschwerde Stănculescus und der Witwe des 2010 verstorbenen Chițac wegen unangemessener Länge des Verfahrens als unzulässig ab.